# Just for Laughs: Gags
„Просто за смях: шеги“ (на френски: Juste pour rire: Gags; на английски: Just for Laughs: Gags, JFL: Gags) е канадско серийно реалити предаване от жанра тиха комедия / скрита камера.
Основава се на подобния американски сериал Candid Camera. Смешната серия е също на YouTube. На 26 декември JFL: Gags започва излъчване по френската канадска мрежа Canal D. През следващите години шоуто се качва от TVA, CBC Television и The Comedy Network в Канада BBC One във Великобритания, TF1 във Франция и ABC и Телемундо в САЩ. Канадската версия (за разлика от тези, произведени за ABC) ще бъде излъчвана в САЩ в първата стартирана синдикация,като се започне през есента на 2015 г.

## Участници
- Dany Many
- Denis Levasseur
- Denise Jacques
- Jacques Drolet
- Jean-Pierre Alarie
- Jean Provencher
- Marie-Ève Larivière
- Marie Pierre-Bouchard
- Nadja David
- Pascal Bab
- Philippe Bond
- Richard Ledoux
- Marie-Andrée Poulin
- Kirsteen O'Sullivan

## Примерни шеги
В началото на всяка шега актьорите представят как е направено на шега и как ще бъдат показани наистина. Следват няколко илюстративни примери от хилядите шеги, заснети за 3000+ концерти:
- Извънземно в храстите: когато хора преминават по улица, храсти се разклащат и се издава език. Когато жертвите отидат да проверят, извънземен изскача и ги прогонва;
- Раздайте на ковчега: ковчег е изоставен в парка и, когато хората минават, изскача ръка;
- Мъртва птица в надпревара: минаващи хора са молени да стрелят във въздуха със стартов пистолет, за да започне състезанието. След като те изстрелят във въздуха, делтапланер пада надолу;
- Мигновен съучастник: приятел или любим човек вземат участие на шега.

## Версии в чужбина
| Държава               | Име                                              | Мрежа                                        | Излъчено                                            |
| --------------------- | ------------------------------------------------ | -------------------------------------------- | --------------------------------------------------- |
| Финландия             | Pilanpäiten                                      | MTV3                                         | 2001 г. –                                           |
| Великобритания        | Just for Laughs                                  | BBC One                                      | 31 май 2003 г. – 21 юли 2007 г.                     |
| Косово                | Kamera e Fshehur                                 | RTK                                          | неизвестно –                                        |
| Хърватия              | Skrivena kamera                                  | RTL Television                               | 2010 г. –                                           |
| Индия                 | Just for Laughs Gags                             | Zee Cafe, Zee Trendz и Pogo                  | 1 януари 2004 г. –                                  |
| Пакистан              | Just for Laughs Gags                             | Cartoon Network, Filmax                      | 2008 г. – 2010 г., 2014 –                           |
| Сърбия                | Skrivena kamera-Скривена Камера                  | Prva Srpska Televizija                       | 2010 г. –                                           |
| Малайзия              | Just for Laughs Gags и Just for Laughs Gags Asia | TV3, Disney Channel Asia, DIVA Asia и NTV7   | 1 януари 2005 г. –                                  |
| Полша                 | Ale numer!                                       | TV Puls                                      | 2007 г. –                                           |
| Република Южна Африка | Just for Laughs Gags                             | Comedy Central Africa                        | 2012 г. –                                           |
| САЩ                   | Just for Laughs                                  | ABC и Телемундо First-run syndication        | 17 юли 2007 г. – 12 юли 2009 г. септември 2015 г. – |
| Португалия            | Não há crise! (There's no crisis!)               | SIC                                          | 2008 г. –                                           |
| Гърция                | Just for Laughs                                  | Makedonia TV                                 | 2009 г. –                                           |
| Сингапур              | Just for Laughs Gags Asia и Just for Laughs Gags | MediaCorp Channel 5 и DIVA Asia              | 12 януари 2010 г. –                                 |
| Япония                | Just for Laughs                                  | Fox                                          | 2011 г. –                                           |
| Филипини              | Just for Laughs Gags Philippines                 | GMA Network, PhLightning Channel             | 5 ноември 2011 г. – август 2012 г.                  |
| Русия                 | Radi Smeha (in Russian, Ради Смеха)              | Ren TV                                       | 2012 г. –                                           |
| Турция                | Komikler (Just for Laughs Gags)                  | Kanal D                                      | 2012 г. –                                           |
| Азербайджан           | Just for Laughs Gags                             | Lider Tv                                     | 2006 г. –                                           |
| Индонезия             | Just for Laughs Gags                             | INDOSIAR                                     | 2014 г. –                                           |
| Мароко                | Just for Laughs Gags                             | 2M TV                                        | 2010 г. –                                           |
| Бразилия              | Só Risos (Само смях)                             | Rede Bandeirantes телевизия (terrestrial TV) | 15 юли 2013 г. –                                    |
| Бразилия              | Pegadinhas (Шеги)                                | Viva, (pay TV)                               | 5 януари 2013 г. –                                  |
| Казахстан             | Тек Күлкі Үшін                                   | НТК                                          | 2012 г. –                                           |
| Хонконг               | 笑笑大搞作                                       | ATV                                          | 2007 г.                                             |
| Тайван                | 歡樂夏夏叫                                       | Videoland Television Network                 |                                                     |
| Китай                 | 国外恶作剧搞笑录像                               |                                              |                                                     |
| Кения                 | Just for Laughs Gags                             | KTN                                          |                                                     |
| Italia                | Solo per ridere                                  | Rai 4, K2, Deejay TV, Rai Storia             | 2001-in corso                                       |
| Босна и Херцеговина   | Just for Laughs Gags                             | Face TV                                      | 2015 г. –                                           |

Заедно с излъчване по телевизия CBC и Comedy шоуто се излъчва също по други канали в Канада: Disney Channel, YTV, W Movies, ABC Spark, CMT, Disney XD и Disney La Chaîne.

## DVD релийз
- Just for Laughs Gags 1
- Just for Laughs Gags 2